# 폰티니아
폰티니아(이탈리아어: Pontinia)는 이탈리아 라치오주 라티나도에 위치한 코무네다. 로마로부터 남동쪽 70km, 라티나로부터 동남쪽 15km 거리에 있다.

## 자매 도시
- 리투아니아 우테나